# Мікшталь
Мікшталь (пол. Miksztal) — село в Польщі, у гміні Нові Острови Кутновського повіту Лодзинського воєводства.
Населення — 159 осіб (2011).
У 1975-1998 роках село належало до Плоцького воєводства.

## Демографія
Демографічна структура станом на 31 березня 2011 року:
|          | Загалом | Допрацездатний вік | Працездатний вік | Постпрацездатний вік |
| -------- | ------- | ------------------ | ---------------- | -------------------- |
| Чоловіки | 69      | 14                 | 49               | 6                    |
| Жінки    | 90      | 22                 | 48               | 20                   |
| Разом    | 159     | 36                 | 97               | 26                   |